# Sergej Mudrov
Sergej Alekseevič Mudrov (in russo Сергей Алексеевич Мудров?, traslitterazione anglosassone approssimata Sergey Mudrov; Kinešma, 8 settembre 1990) è un altista russo.

## Progressione

### Salto in alto outdoor
| Stagione | Risultato | Luogo     | Data      | Rank. Mond. |
| -------- | --------- | --------- | --------- | ----------- |
| 2012     | 2,31 m    | Čeboksary | 5-7-2012  |             |
| 2011     | 2,30 m    | Ostrava   | 17-7-2011 |             |
| 2010     | 2,27 m    | Čeboksary | 2-7-2010  |             |
| 2009     | 2,25 m    | Novi Sad  | 25-7-2009 |             |
| 2008     | 2,18 m    | Čeboksary | 19-6-2008 |             |
| 2007     | 2,22 m    | Ostrava   | 14-7-2007 |             |
| 2006     | 2,10 m    | Tula      | 23-7-2006 |             |

### Salto in alto indoor
| Stagione | Risultato | Luogo           | Data      | Rank. Mond. |
| -------- | --------- | --------------- | --------- | ----------- |
| 2013     | 2,35 m    | Göteborg        | 2-3-2013  |             |
| 2012     | 2,30 m    | Mosca           | 19-2-2012 |             |
| 2011     | 2,30 m    | Mosca           | 17-2-2011 |             |
| 2011     | 2,30 m    | Banská Bystrica | 9-2-2011  |             |
| 2011     | 2,30 m    | Ekaterinburg    | 7-1-2011  |             |
| 2009     | 2,30 m    | Birsk           | 4-11-2009 |             |
| 2008     | 2,10 m    | Mosca           | 12-1-2008 |             |

## Palmarès
| Anno | Manifestazione    | Sede      | Evento        | Risultato | Prestazione | Note                          |
| ---- | ----------------- | --------- | ------------- | --------- | ----------- | ----------------------------- |
| 2007 | Mondiali allievi  | Ostrava   | Salto in alto | Argento   | 2,22 m      |                               |
| 2008 | Mondiali juniores | Bydgoszcz | Salto in alto | 4º        | 2,17 m      |                               |
| 2009 | Europei juniores  | Novi Sad  | Salto in alto | Oro       | 2,25 m      |                               |
| 2011 | Europei indoor    | Parigi    | Salto in alto | 18º       | 2,17 m      |                               |
| 2011 | Europei under 23  | Ostrava   | Salto in alto | Argento   | 2,30 m      |                               |
| 2011 | Universiadi       | Shenzhen  | Salto in alto | Bronzo    | 2,24 m      |                               |
| 2012 | Europei           | Helsinki  | Salto in alto | 4º        | 2,28 m      |                               |
| 2013 | Europei indoor    | Göteborg  | Salto in alto | Oro       | 2,35 m      | Miglior prestazione personale |
| 2013 | Universiadi       | Kazan'    | Salto in alto | Oro       | 2,31 m      | Miglior prestazione personale |